# 맥스 키블의 대반란
맥스 키블의 대반란(Max Keeble's Big Move)은 미국에서 제작된 팀 힐 감독의 2001년 가족, 코미디 영화이다. 알렉스 디 린츠 등이 주연으로 출연하였고 마이크 카즈 등이 제작에 참여하였다.

## 출연

### 주연
- 알렉스 디 린츠
- 래리 밀러
- 제이미 케네디
- 제나 그레이
- 조쉬 펙
- 노라 던
- 로버트 캐러딘

### 조연
- 클리프톤 데이비스
- 에이미 힐
- 앰버 발레타
- 베로니카 알리시노
- 노엘 휘셔
- 올랜도 브라운
- 저스틴 버필드

## 제작진
- 공동제작: 러셀 홀랜더
- 공동제작: 레이몬드 리드
- 미술: 빈센트 제퍼드
- 세트: K.C. 폭스
- 의상: 수잔 매더슨
- 배역: 스콧 보랜드
- 배역: 빅토리아 버로우즈